# Greatest Hits (Shania Twain)
Greatest Hits är ett samlingsalbum av Shania Twain. Det släpptes 2004. Albumet innehöll även tre nya låtar: "Party for Two" som gick in på tio i topp på countrylistan i USA, och tio i topp i Storbritannien och Tyskland. Nya var även balladen "Don't!" och "I Ain't No Quitter".
Albumet avslutade 2005 som mest säljande countryalbum i USA . Den 17 november 2006 hade albumet sålt 3 540 000 exemplar i USA.

## Låtlista
Alla låtar skrivna av Shania Twain och Robert John "Mutt" Lange, förutom "You Win My Love" (skriven av by Robert John "Mutt" Lange).
1. "Forever and for Always" [Red Radio Edit] – 4:03
2. "I'm Gonna Getcha Good!" [Red Radio Edit] – 4:02
3. "Up!" [Green Album Version*/Red Album Version**] – 2:53
4. "Ka-Ching!" [Red Album Version] – 3:20 **
5. "Come on Over" – 2:54
6. "Man! I Feel Like a Woman!" [Album Version*/International Version**]– 3:53
7. "That Don't Impress Me Much" [Pop Radio Version] – 4:27
8. "From This Moment On" [International Version] – 3:55
9. "Honey, I'm Home" – 3:36
10. "You're Still the One" [Radio Edit w/o Intro] – 3:14
11. "Don't Be Stupid (You Know I Love You)" – 3:34
12. "Love Gets Me Every Time" – 3:33
13. "No One Needs to Know" – 3:03
14. "You Win My Love" [Radio Edit] – 3:45
15. "(If You're Not in It for Love) I'm Outta Here!" [Radio Edit Version] – 3:48
16. "The Woman in Me (Needs the Man in You)" [Radio Edit] – 3:57
17. "Any Man of Mine" – 4:06
18. "Whose Bed Have Your Boots Been Under?" [Radio Edit] – 3:58
19. "Party for Two" (featuring Mark McGrath) [Pop Version] – 3:31
20. "Don't!" – 3:55
21. "Party for Two" (featuring Billy Currington) [Country Version] – 3:31 *
22. "I Ain't No Quitter" – 3:30

## Listplaceringar
| Lista                             | Topplacering  |
| --------------------------------- | ------------- |
| U.S. Billboard Top Country Albums | 1 (11 veckor) |
| Kanada                            | 1 (5 veckor)  |
| Countryalbum, Kanada              | 1 (22 veckor) |
| US Billboard 200, USA             | 2             |
| Tyskland                          | 3             |
| Österrike                         | 3             |
| Schweiz                           | 4             |
| Storbritannien                    | 6             |
| Nya Zeeland                       | 10            |
| Norge                             | 14            |
| Sverige                           | 14            |

| U.S.Billboard Top 100 | U.S.Billboard Top 100 | U.S.Billboard Top 100 | U.S.Billboard Top 100 | U.S.Billboard Top 100 | U.S.Billboard Top 100 | U.S.Billboard Top 100 | U.S.Billboard Top 100 | U.S.Billboard Top 100 | U.S.Billboard Top 100 | U.S.Billboard Top 100 | U.S.Billboard Top 100 | U.S.Billboard Top 100 | U.S.Billboard Top 100 | U.S.Billboard Top 100 | U.S.Billboard Top 100 | U.S.Billboard Top 100 | U.S.Billboard Top 100 | U.S.Billboard Top 100 | U.S.Billboard Top 100 | U.S.Billboard Top 100 |
| Vecka                 | 01                    | 02                    | 03                    | 04                    | 05                    | 06                    | 07                    | 08                    | 09                    | 10                    | 11                    | 12                    | 13                    | 14                    | 15                    | 16                    | 17                    | 18                    | 19                    | 20                    |
| --------------------- | --------------------- | --------------------- | --------------------- | --------------------- | --------------------- | --------------------- | --------------------- | --------------------- | --------------------- | --------------------- | --------------------- | --------------------- | --------------------- | --------------------- | --------------------- | --------------------- | --------------------- | --------------------- | --------------------- | --------------------- |
| Placering             | 2                     | 5                     | 3                     | 6                     | 6                     | 4                     | 5                     | 12                    | 7                     | 3                     | 12                    | 17                    | 18                    | 19                    | 28                    | 26                    | 38                    | 26                    | 33                    | 31                    |
| Vecka                 | 21                    | 22                    | 23                    | 24                    | 25                    | 26                    | 27                    | 28                    | 29                    | 30                    | 31                    | 32                    | 33                    | 34                    | 35                    |                       |                       |                       |                       |                       |
| Placering             | 39                    | 38                    | 42                    | 52                    | 58                    | 49                    | 70                    | 71                    | 82                    | 79                    | 95                    | 83                    | 88                    | 100                   | 94                    |                       |                       |                       |                       |                       |

### Fotnoter
1. ↑  Billboard.com - Year End Charts - Year-end Albums - Top Country Albums
2. ↑  Shania Twain - Greatest Hits - Music Charts